# Carlos Barba
Carlos Barba Cortés (* 18. Dezember 1953 in Juanacatlán, Jalisco), wegen seiner Kopfballstärke auch unter dem Spitznamen Cabezón bekannt, ist ein ehemaliger mexikanischer Fußballspieler, der aus der Nachwuchsabteilung seines Heimatvereins Deportivo Juanacatlán hervorging und als Fußballprofi ausschließlich für den benachbarten Großstadtverein Deportivo Guadalajara spielte. 
Carlos ist der jüngste der 5 Barba-Brüder, die allesamt Fußballprofis wurden, womit die Familie Rekordhalter mit den meisten Fußballprofis in den beiden höchsten mexikanischen Spielklassen ist. Die älteren Brüder sind – in der Reihenfolge ihrer Geburten – Leopoldo, Javier, Leonardo und Salvador. Während sein älterer Bruder Javier in den 1960er-Jahren zweimal mit Guadalajara die mexikanische Fußballmeisterschaft gewann, hatte Carlos das Pech, dort zehn Jahre später während der sportlichen Talfahrt der sogenannten Chivas Flacas zu spielen. Er bestritt auch nur insgesamt 26 Einsätze in der höchsten Spielklasse und beendete seine Profikarriere vorzeitig, um als Wirtschaftsprüfer zu arbeiten.